# マンダレー地方域
マンダレー地方域（マンダレーちほういき）は、ミャンマーの行政区画の一つ。国の中央に位置する。南部に、首都ネピドーがある。

## 概要
マンダレー地方域はミャンマーの経済にとって中心であり、生産力は国民経済の15%を占める。

## 隣接行政区画
- シャン州
- カレン州
- バゴー地方域
- マグウェ地方域
- ザガイン地方域

## 行政区画
7つの県から成り、県は30の郡区と2,320の区と村、地域に分割される。
- マンダレー県（英語版） - (マンダレー)
- ピン・ウー・ルウィン県（英語版） - (ピン・ウー・ルウィン)
- チェウセ県（英語版） - (チェウセ（英語版）)
- ミンヂャン県（英語版） - (ミンヂャン（英語版）)
- ニャウンウー県（英語版） - (ニャウンウー)
- ヤメテン県（英語版） - (ヤメテン（英語版）)
- メイッティーラ県（英語版） - (メイッティーラ)

## 産業
モゴクは、カチン州の Namya (Namyazeik) と並んで、ミャンマー産ルビーの主要な供給地である。
特に良質なものは「鳩の血」（英語: pigeon's blood.）と呼ばれる